# Марина Кіль
Марина Кіль (нім. Marina Kiehl) — німецька гірськолижниця,  олімпійська чемпіонка. 
Золоту олімпійську медаль та звання олімпійської чемпіонки Кіль виборола на Олімпіаді 1998 року, що проходила в Калгарі, в швидкісному спуску.
В активі Марини 7 перемог на етапах кубка світу — 6 у супергіганті й одна в гігантському слаломі.  Після Олімпіади в Калгарі, у віці 23 роки, вона завершила спортивну  кар'єру. 

## Зовнішні посилання
- Досьє на sports-reference.com [Архівовано 17 квітня 2020 у Wayback Machine.]

## Виноски
1. ↑  ČSFD — 2001.
2. ↑  Deutsche Nationalbibliothek Record #118896113 // Gemeinsame Normdatei — 2012—2016.
3. ↑  Calgary 1988 Official Report (PDF). XV Olympic Winter Games Organizing Committee. LA84 Foundation. 1988. Архів оригіналу (PDF) за 18 вересня 2018. Процитовано 3 січня 2014.
4. ↑  Alpine Skiing at the 1988 Calgary Winter Games: Men's Super G. Sports Reference. Архів оригіналу за 17 квітня 2020. Процитовано 23 березня 2018.